# Kaïn en Abel

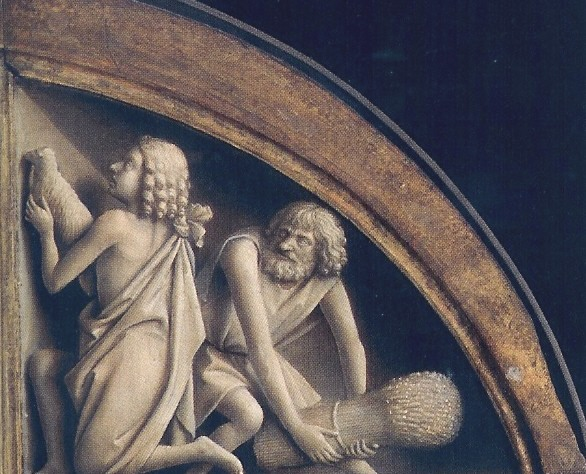
Het offer van Kaïn en Abel, deel van Het Lam Gods (Gebroeders Van Eyck)

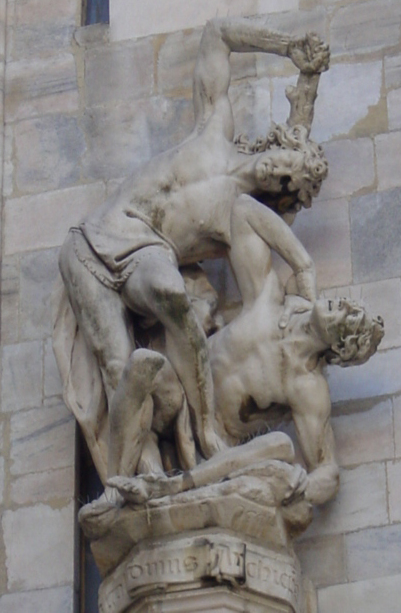
Kaïn vermoordt Abel

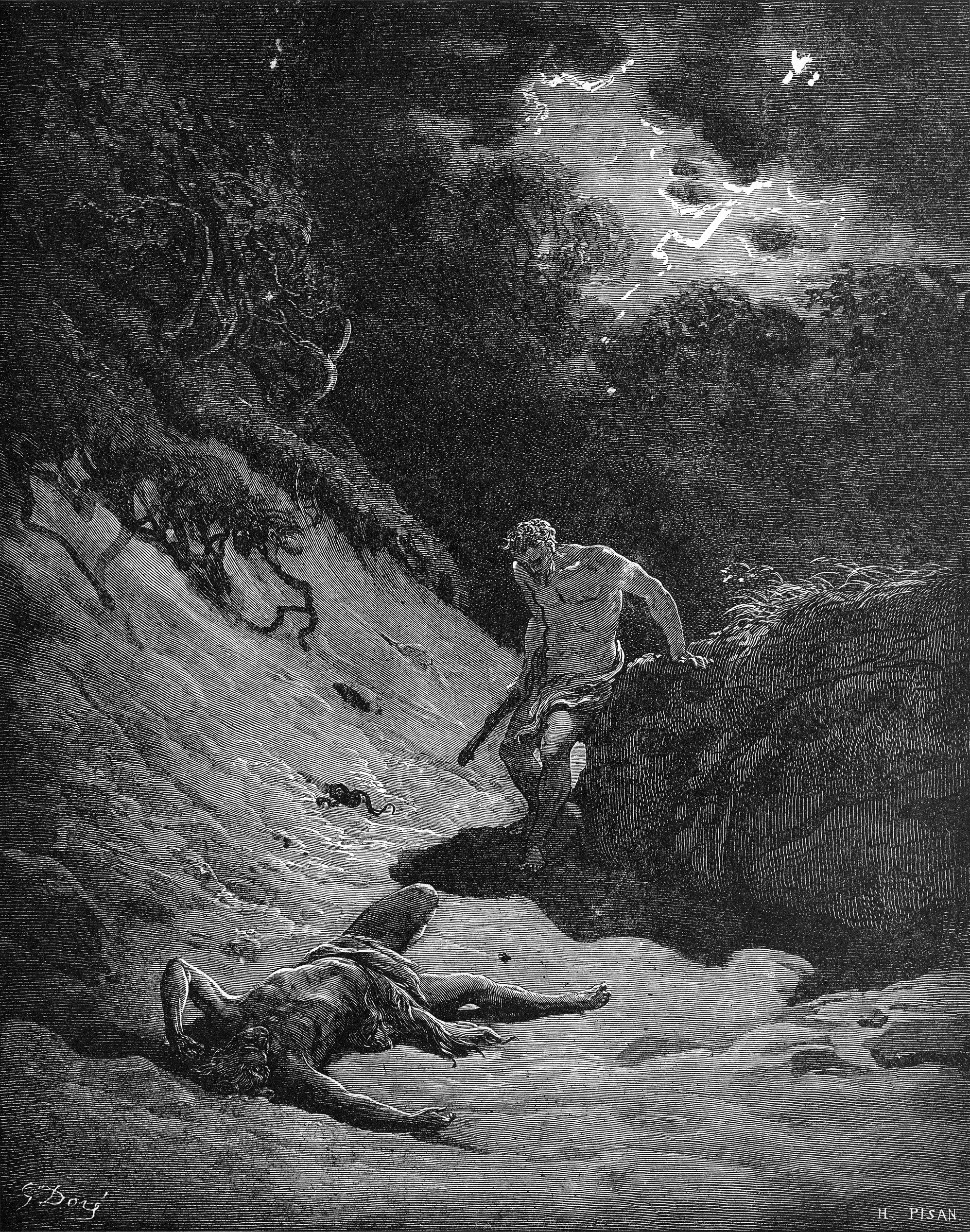
Kaïn heeft Abel gedood, een gravure van Gustave Doré

Kaïn en Abel waren volgens Genesis 4 in de Hebreeuwse Bijbel de twee oudste zonen van Adam en Eva. Kaïn was volgens dit verhaal de eerste persoon die werd geboren en de eerste moordenaar, want hij vermoordde zijn broer Abel, de eerste persoon die stierf.

## Het verhaal

### Genesis 4
Eva kreeg twee zoons, eerst Kaïn en daarna Abel. Kaïn werd landbouwer, en Abel werd herder. Toen de broers een keer aan God een offer brachten, offerde Kaïn een deel van zijn oogst en Abel een dier uit zijn kudde. God had echter alleen oog voor het offer van Abel, niet voor dat van Kaïn. Toen Kaïn hierom woedend werd, waarschuwde God hem dat zonde op de loer lag.
Kaïn sloeg Abel in het veld dood met een steen. Toen God later aan Kaïn vroeg waar zijn broer was, antwoordde Kaïn dat hij dat niet wist, en hij vroeg retorisch of hij soms over zijn broer moest waken (dit is ook vaak vertaald als "Ben ik mijn broeders hoeder?"). Vanwege zijn daad werd Kaïn door God vervloekt en veroordeeld tot een zwerversbestaan. Toen Kaïn tegen God zei dat hij bang was dat iemand hem zou doden, bracht God op Kaïn een "teken" aan, zodat niemand hem kwaad zou doen. Zijn eventuele moord zou zevenvoudig worden gewroken, beloofde God. 
Kaïn trok naar "het land van Nod, ten oosten van Eden". Hij had gemeenschap met zijn vrouw, van wie hij een zoon kreeg: Henoch. Kaïn was toen een stad aan het bouwen, de eerste die in de Bijbel genoemd wordt. Hij noemde de stad naar zijn zoon Henoch.

### Jubileeën
Volgens het boek Jubileeën stierf Kaïn in het jaar 931, een jaar na zijn vader Adam. Hij zou zijn verongelukt doordat zijn stenen huis boven hem instortte. Zo stierf Kaïn dus op een soortgelijke manier als Abel.

### Josephus
Flavius Josephus vermeldt dat Kaïn, na een zwerftocht door vele landen, aankwam in de stad Nod en zich daar vestigde. In plaats van zijn leven te beteren, zou hij echter nog slechter zijn geworden. Hij beroofde zijn buren met geweld en werd een groot leider van slechte mensen. Hij veranderde bovendien de eenvoudige leefwijze van mensen door maten, gewichten en grenzen te introduceren.

## Etymologie
Kaïn is in het Hebreeuws קַיִן, Qáyin. Er wordt aangenomen dat dit een cognaat is met het Zuidarabische woord qyn (midden 1e millennium v.Chr.) en waarschijnlijk "(metaal)smid" betekent. Het woord lijkt sterk op het werkwoord dat wordt vertaald met "gekregen", maar wat mogelijk ook "maken" kan betekenen.
Abel is in het Hebreeuws הֶבֶל, Héḇel. Er wordt aangenomen dat zijn naam verwant is aan het gereconstrueerde woord voor "herder". Het zou een cognaat kunnen zijn van het modern Arabische woord ibil, dat tegenwoordig alleen naar "kamelen" verwijst. Het is ook mogelijk dat de naam Abel verwijst naar "damp" of "snuif lucht".

## Manuscripten
De oudste versie van het verhaal in de Hebreeuwse Bijbel is een van de Dode Zee-rollen uit de 1e eeuw v.Chr.. De passage waarin Kaïn Abel vraagt naar het veld te gaan, ontbreekt in de Masoretische Tekst, maar wordt wel aangetroffen in andere versies, zoals de Septuagint en Samaritaanse Pentateuch.

## Religieuze interpretatie

### Kaïn tegenover Abel
Hoewel jaloezie voor de hand ligt, vermeldt het verhaal geen details over het offer of de reden voor de daaropvolgende broedermoord, noch voor Gods voorkeur. In het christendom is de interpretatie van dit verhaal dat Abel geloof had en Kaïn niet (Hebreeën 11:4). De daden van Kaïn waren slecht en die van Abel rechtvaardig (1 Johannes 3:12). De dood van Abel werd zodoende het archetype van alle onschuldige doden (Matteüs 13:35; Lucas 11:50-51), terwijl de "weg van Kaïn" als zeer negatief werd bestempeld (Judas 1:11).

### Plaats van het delict
Volgens een legende doodde Kaïn Abel in een grot op de berg Jabal al-Arba'in, ten noordwesten van Damascus (Syrië). Het vermeende graf van Abel bevindt zich naast de snelweg die Syrië en Libanon verbindt, tussen Damascus en Beiroet, ongeveer 30 kilometer van de Jabal al-Arba'in.
In middeleeuwse Arabische geschiedenisboeken wordt de berg Qasioun (Jabal Qāsiyūn) genoemd als de plek waar Kaïn Abel gedood zou hebben, ook in een grot. Omdat dit de eerste moord was, werd de grot Maghārat al-Dam, "de bloedgrot" genoemd. Kaïn nam het lichaam van Abel mee naar een berg in het dal van de Barada, ongeveer 25 kilometer noordwestelijk van de Qasioun. Daar bevindt zich nu Abels mausoleum Qubbat an Nabī Hābīl ("Graf van de profeet Abel"), dat door sommige moslim-pelgrims wordt vereerd.

### Kaïns-teken
Genesis 4:15 maakt niet duidelijk hoe het teken waarmee God Kaïn merkte eruitzag. Het Hebreeuwse woord dat hier met "(merk)teken" wordt vertaald is א֔וֹת, ’ōṯ. Het kan als alternatief ook worden vertaald met "omen", "waarschuwing", "herinnering", "beweging", "gebaar", "overeenstemming", "wonder" of, meestal, een "letter". In de Hebreeuwse Bijbel wordt het gebruikt om de sterren aan te duiden als teken (Genesis 1:14), de regenboog als teken om te herinneren aan Gods belofte Zijn schepping nooit meer te vernietigen met een zondvloed (Genesis 9:12), de besnijdenis als teken van Gods verbond met Abraham (Genesis 17:11) en de wonderen die Mozes voor de Farao deed (Exodus 4:8,9,17,28; 7:3; 8:23; 10:1,2).
Wat het teken precies was, blijft onduidelijk, maar over het algemeen wordt aangenomen dat het een zichtbaar kenmerk was. Sommigen suggereren dat het een Hebreeuwse letter was die op de arm of het gezicht van Kaïn werd aangebracht.

### Nod
Nod (נוד) is de stam van het Hebreeuwse werkwoord voor "zwerven" (לנדוד). Op grond hiervan wordt soms aangenomen dat "het land van Nod" (Hebreeuws: אֶרֶץ־נוֹד, ʾereṣ-Nōḏ, "land van zwerf") niet letterlijk een land aanduidde, maar de doelloosheid  waarmee Kaïn aanvankelijk de wereld in trok.
Volgens Origenes kon nod in het Oudgrieks ook "siddering" betekenen. Om die reden definieerde hij Nod als het land van siddering en schreef dat het de toestand symboliseerde van iedereen die God verzaakte. Vroege commentators behandelden Nod als het tegenovergestelde van Eden, nog slechter dan de rest van het land waar de overige mensheid naar verbannen was. Augustinus beschreef niet-bekeerde Joden als inwoners van het land van Nod, dat hij beschreef als tumult en "vleselijke rusteloosheid".
In sommige Engelse tradities werd Nod beschreven als een woestijn waar alleen woeste dieren en monsters leefden. Andere interpretaties beschreven Nod als donker of zelfs als een ondergrondse plek, weg van het aangezicht van God.

### Kaïns vrouw
De tekst in Genesis geeft niet aan wie de vrouw was van Kaïn. In de Targoem en andere rabbijnse literatuur werd aangenomen dat Kaïn met zijn zus trouwde. In Jubileeën 4 wordt vermeld dat zij Awan heette; in andere geschriften wordt ze Jumelia genoemd.
In de Schriftkritiek is "de vrouw van Kaïn" een discussiepunt, omdat er naast incest nog een andere mogelijkheid is: dat er niet direct aan Kaïn verwante vrouwen waren die niet in het verhaal in Genesis voorkomen (zie preadamieten). Dan is het verhaal niet volledig of onjuist.

### Meerlingen
In de Hebreeuwse tekst staat dat Eva zwanger werd en Kaïn baarde. Direct daarna wordt de geboorte van Abel genoemd, zonder een tekst als "zij werd opnieuw zwanger". Men kan daaruit concluderen dat Kaïn en Abel een tweeling waren, maar nodig is het niet.
De Hebreeuwse tekst geeft echter wel aanleiding te concluderen dat met Kaïn en Abel meer kinderen zijn geboren. Zo geeft Rasji in zijn verklaring aan dat Kaïn een tweelingzus had (wegens het verbindingswoord את, et) en Abel twee tweelingzusters (aangezien het verbindingswoord את twee keer wordt gebruikt), een drieling dus. Genesis 4:2 geeft namelijk aan dat Eva "later" baarde, waaruit geconcludeerd wordt dat zij eerst een tweeling en erna een drieling ter wereld bracht.

### Set de vervanger van Abel?
Na Abels dood kregen Adam en Eva nog meer kinderen. De eerste beschouwden  zij als vervanging van Abel. Zij noemden hem Set, wat in het Hebreeuws "vervanging" betekent. Omdat de genealogieën van Kaïn en Set sterk overeenkomen qua namen, zou het kunnen dat Set een latere toevoeging aan het verhaal is, om te voorkomen dat alle mensen volgens Genesis van de broedermoordenaar Kaïn zouden afstammen. Verder is er de mogelijkheid dat de naam Set en Kaïn door elkaar gehaald worden door de parallel met de Egyptische mythe van Seth. De Egyptische god Seth vermoordde hierin zijn broer Osiris.

## Historische interpretatie
Kaïn en Abel dienen symbolisch te worden geïnterpreteerd en niet als werkelijk historisch. Net als vrijwel alle andere personages in de eerste elf hoofdstukken van Genesis worden ze in de rest van de Hebreeuwse Bijbel niet genoemd, een aanwijzing dat deze verhalen laat werden toegevoegd aan Genesis als een soort introductie. Hoe laat dit gebeurde, is omstreden. Sommige onderzoekers suggereren de hellenistische periode (vroege 4e eeuw v.Chr.). Vanwege het hoge gehalte Babylonische mythologie waarvan de verhalen zijn afgeleid of door zijn geïnspireerd, dateren anderen ze op de periode van de Babylonische ballingschap (6e eeuw v.Chr.).
Sommige onderzoekers suggereren dat de perikoop kan zijn gebaseerd op een Sumerisch verhaal dat het conflict tussen nomadische schaapherders en gevestigde boeren beschreef. In deze mythe strijden de schaapherder Dumuzi en de boer Enkimdu om de liefde van de godin Inanna, met de schaapherder Dumuzi als winnaar. Een andere parallel is het verhaal "Enlil kiest de Boer-God", waarin de herder-god Emesj en de boer-god Enten hun twist wie de betere god is voorleggen aan de oppergod Enlil, die in zijn uitspraak kiest voor de boer-god Enten.
Hedendaagse wetenschappers zien de verhalen over Adam en Eva en Kaïn en Abel als een beschrijving van de beschaving tijdens de neolithische revolutie. Ze gaan dus niet over het begin van de mensheid, maar over de periode waarin zij akkerbouw begonnen te bedrijven, waardoor de leefwijze van de jager-verzamelaars werd verdrongen.

### Anarchoprimitivisme
Verhalen als die over Kaïn en Abel komen ook bij andere volken voor. Anarchoprimitivisten zien in het verhaal een weerspiegeling van een prehistorische rivaliteit tussen rondtrekkende veehouders en plaatsgebonden landbouwers. Een voorbeeld hiervan is het boek Ismaël van Daniel Quinn. In dit soort beschouwingen is Kaïn, als akkerbouwer en stichter van de eerste steden, de stichter van de beschaving. Abel daarentegen vestigde zich niet en maakte zich geen eigenaar van grond, wat hem maakt tot de primitieveling, de natuurmens.

## Gnostiek
In veel gnostische teksten en met name in de gnostische stroming van het sethianisme worden Kaïn en Abel bij Eva verwekt als gevolg van een verkrachting van haar door de archonten, de dienaren van de demiurg. In teksten als bijvoorbeeld het Wezen van de Wereldheersers en de Oorsprong van de Wereld zijn Kaïn en Abel de prototypes van de slechts door passies en driften beheerste niet-gnostische mens. In het Apocryphon van Johannes worden  Kaïn en Abel bij Eva verwekt door Jaldabaoth, de demiurg zelf. Eigenlijk heten zij JHWH en Elohim, de twee namen voor God in de Hebreeuwse bijbel. Het zijn beide demonische krachten en om dat feit te verhullen worden zij ook aangeduid als Kaïn en Abel.

## Islam
De Koran verhaalt in de soera De Tafel over de twee zonen van Adam. Ze worden niet met naam genoemd, maar binnen de islam worden de namen Habiel (Abel) en Kabiel (Kaïn)  gebruikt. Ook hier betreft het een offer dat van de een wel wordt aangenomen en van de ander niet. Volgens de ene broer komt dat, omdat de ander niet godvrezend is, waarop hij wordt doodgeslagen. Zo behoort hij tot de verliezers, maar beseffende dat hij het lijk niet zal kunnen verbergen, behoort hij tot hen die wroeging hebben.
God zendt een raaf om Kaïn uit te leggen wat hij met het lijk van zijn broer moet doen; er is immers nog nooit iemand overleden, laat staan begraven (De Tafel 31). Het verhaal stelt verder dat: "Wie ook een mens doodt, behalve wegens het doden van anderen of het scheppen van wanorde in het land, het ware alsof hij het gehele mensdom had gedood."

## Kunst

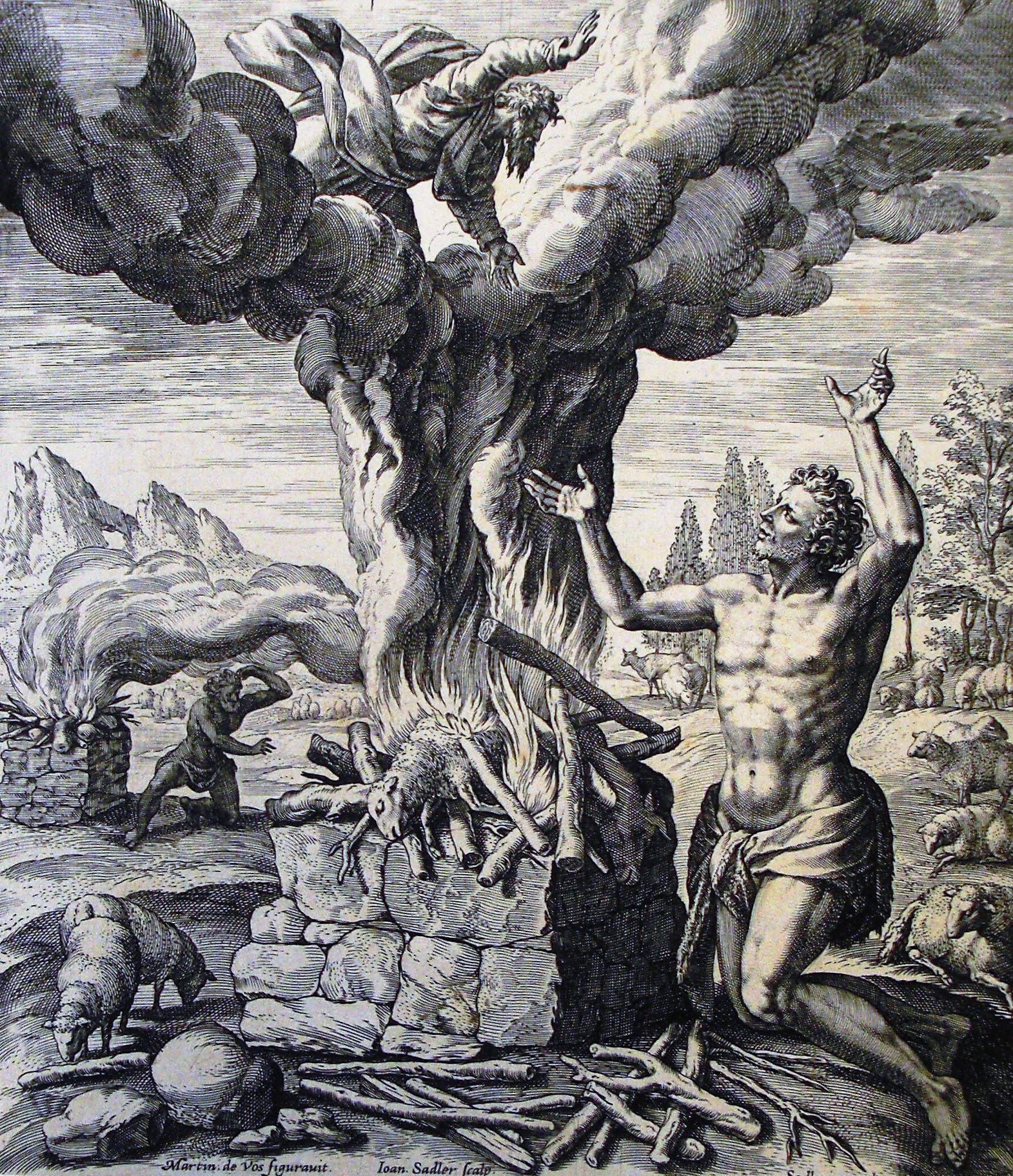
Kaïn en Abel offeren

- In afbeeldingen wordt vaak getoond dat de rook van Abels offer opstijgt en de rook van Kaïn niet, hoewel in de tekst van Genesis 4 geen sprake is van vuur of rook.
- In de kunst is de dood van de onschuldige Abel vaak verbeeld als voorafschaduwing van de dood van Christus.